# Boldmen

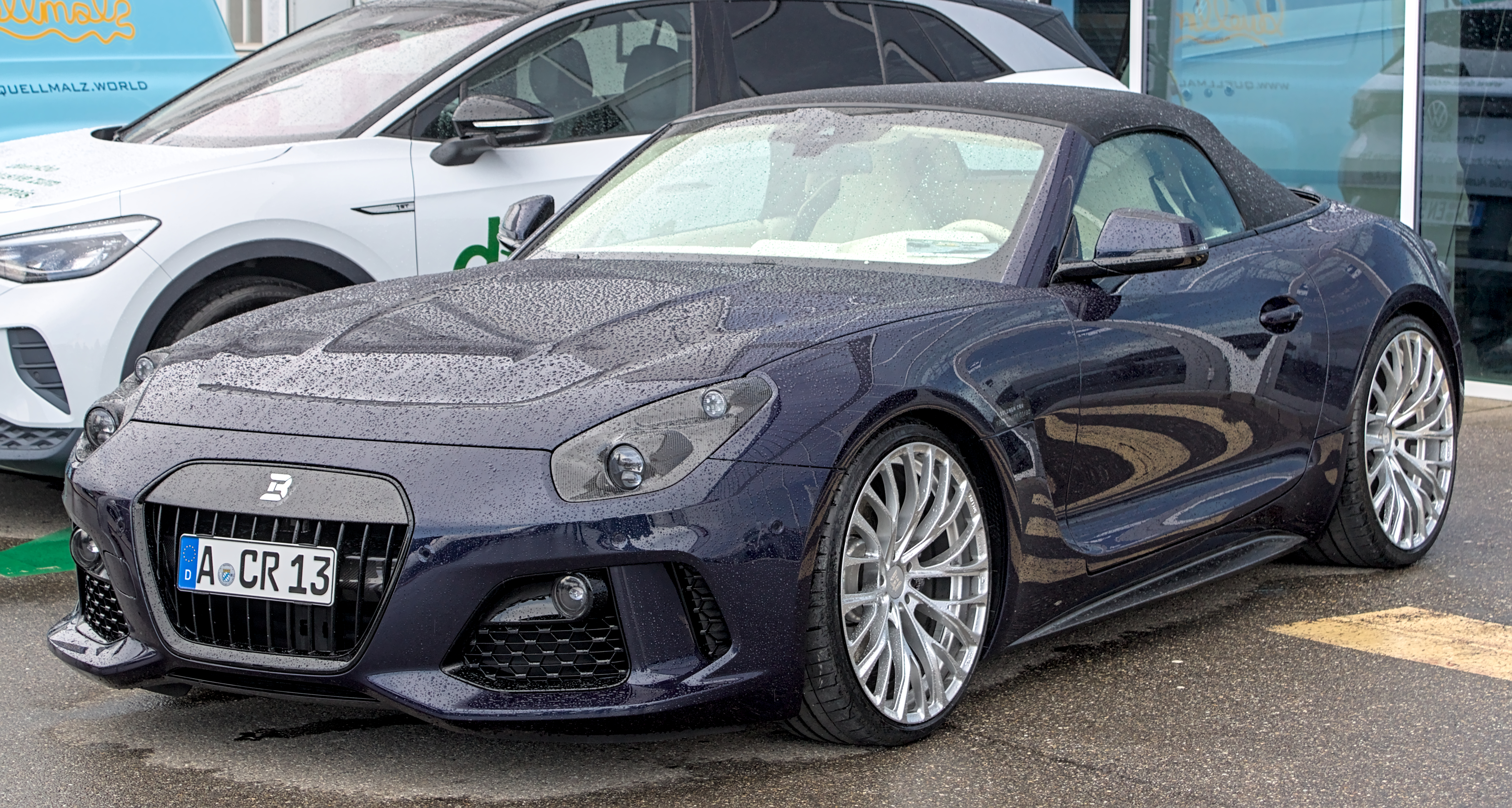
Boldmen CR 4

Boldmen ist ein Automobilhersteller in Welden in der Nähe von Augsburg, der in Kleinserie Sportwagen baut. Der Firmen- und Markenname setzt sich aus den englischen Wörtern bold (mutig) und men (Männer) zusammen.

## Beschreibung
Das Unternehmen wurde am 11. März 2020 als ETS Sportwagen GmbH gegründet und am 11. Dezember 2020 umbenannt. Leiter sind Friedhelm Wiesmann (* 1954), der mit seinem Bruder Martin Wiesmann gegründet hatte, sowie die Produzenten des Everytimer Harald Käs und sein Sohn Michael Käs. Michael Käs arbeitete zuvor bei Ruf im Karosseriebau sowie bei Alpina im Motorenbau und im Rennteam. Durch Erfahrungen mit dem Everytimer war die Grundlage zur Entwicklung und Herstellung von Karosserieteilen aus Kohlenstofffaserverstärktem Kunststoff (Carbon) gegeben.
Das erste Fahrzeug von Boldmen ist der 300 kW (408 PS) starke Roadster CR 4 mit Carbonkarosserie, der im Juli 2021 vorgestellt wurde und auf dem BMW Z4 M40i aufbaut. Im Oktober 2022 folgte das 67 kW (92 PS) stärkere Modell CR 4 S. Für 2022 waren 80 Fahrzeuge geplant, die Jahresproduktion soll 120 Fahrzeuge nicht überschreiten.
Die Fertigung in Handarbeit erfolgt in Welden. Vertrieben werden die Fahrzeuge über Partner in Dülmen, Leipzig und Scharbeutz; Wartungsarbeiten können durch die verwendete BMW-Technik BMW-Werkstätten durchführen.